# Curepto
Curepto este un târg și comună din provincia Talca, regiunea Maule, Chile, cu o populație de 9.380 locuitori (2012) și o suprafață de 1073,8 km2.